# Canon de 130 mm modèle 1924
Le canon de 130 mm modèle 1924 est un canon naval de calibre moyen utilisé par la marine française durant la Seconde Guerre mondiale.

## Conception et utilisation
Le modèle 1924 est une version améliorée du modèle 1919, tirant les leçons de l’utilisation de ce canon par les navires des classes Jaguar et Bourrasque. Le modèle 1924 équipe jusqu'à leur désarmement les quatorze torpilleurs de classe L’Adroit.
L’affût pèse 12,70 tonnes et permet au canon de tirer un projectile en acier chargé en mélinite pesant 32,05 kg à une distance maximale de 18 750 mètres à +35°.  
La dotation en munitions est de 440 obus pour les Bourrasque (soit 110 obus par canon) plus 60 obus éclairants à la disposition des affûts II et III.
Les moins usés de ces canons ont été réutilisés pour la défense côtière.